# アクセル・ロッテン

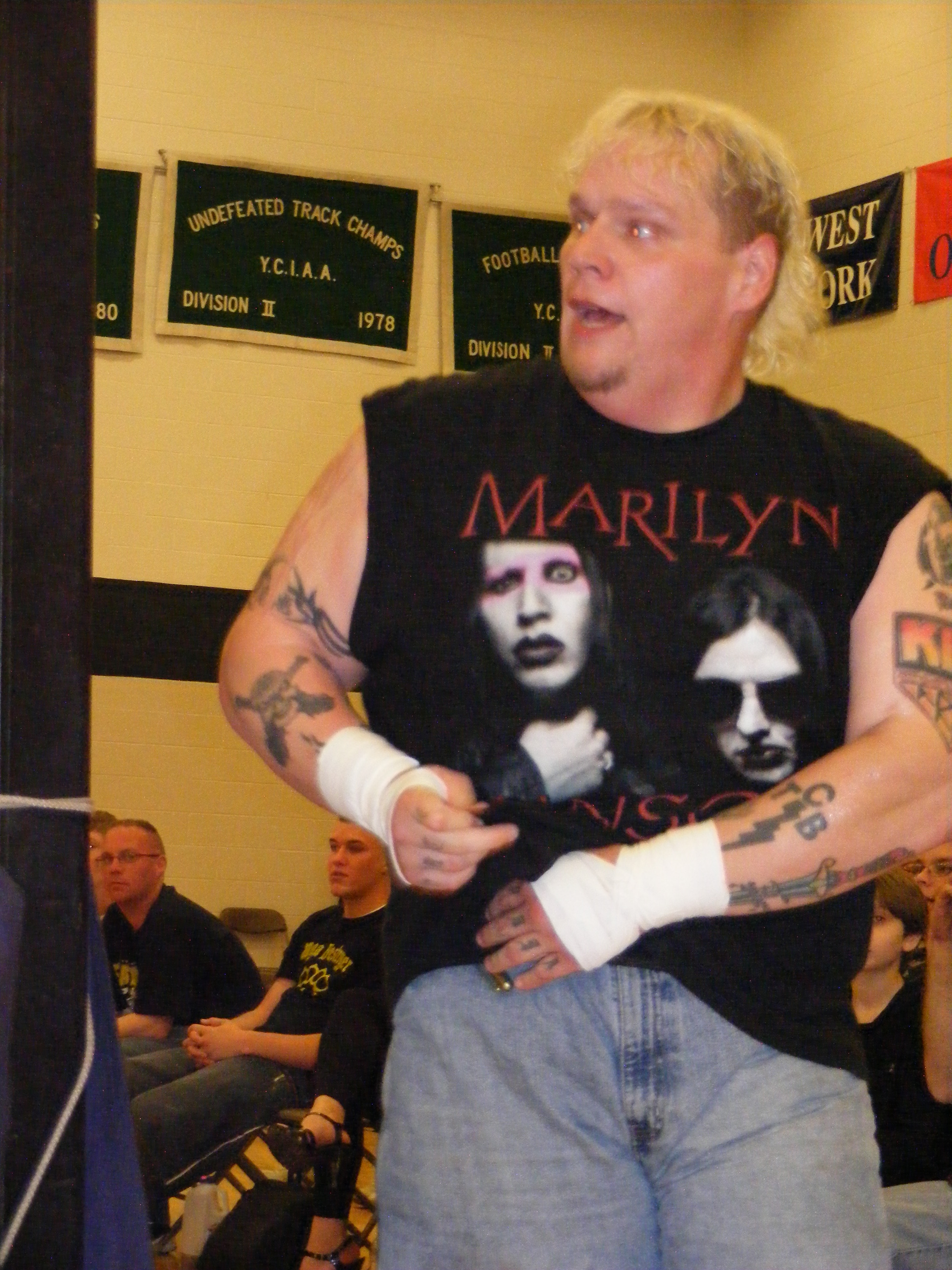
アクセル・ロッテン

アクセル・ロッテン（Axl Rotten、本名：ブライアン・ナイトン（Brian Knighton）1971年4月21日 - 2016年2月4日 ）は、アメリカ合衆国のプロレスラー。メリーランド州ボルチモア出身。

## 経歴
ECWで本格的に活躍。イアン・ロッテンとの「バッド・ブリード」（Bad Bleed）というグループで活躍していたが、イアンと仲間割れを起こした後に抗争を繰り広げるが、これはECWファンでも特に有名な話として語り継がれる事になる。
イアンとの抗争終了後は、ボールズ・マホーニーとのタッグで活躍するが、ECWは2001年に崩壊。その後現在アクセルは、アメリカのデスマッチ中心のインディ団体IWAミッドサウスに活動の場を移している。因みにIWAミッドサウスは、かつてのアクセルの相棒であり、抗争相手でもあるイアンが立ち上げた団体である。
2005年に復活したECW（WWF-ECW）にも当初は参加していたが、わずか3試合こなしただけで離脱している。